# Аксенте-Север
Аксенте-Север (рум. Axente Sever) — село у повіті Сібіу в Румунії. Адміністративний центр комуни Аксенте-Север.
Село розташоване на відстані 235 км на північний захід від Бухареста, 34 км на північ від Сібіу, 89 км на південний схід від Клуж-Напоки, 118 км на північний захід від Брашова.

## Населення
За даними перепису населення 2002 року у селі проживали 2197 осіб.
Національний склад населення села:
| Національність | Кількість осіб | Відсоток |
| -------------- | -------------- | -------- |
| румуни         | 2034           | 92,6%    |
| цигани         | 127            | 5,8%     |
| угорці         | 25             | 1,1%     |
| німці          | 11             | 0,5%     |

Рідною мовою назвали:
| Мова      | Кількість осіб | Відсоток |
| --------- | -------------- | -------- |
| румунська | 2170           | 98,8%    |
| угорська  | 17             | 0,8%     |
| німецька  | 9              | 0,4%     |